# NGC 1194
NGC 1194 ist eine Linsenförmige Galaxie mit aktivem Galaxienkern vom Hubble-Typ S0/a im Sternbild Walfisch südlich des Himmelsäquators. Sie ist schätzungsweise 182 Millionen Lichtjahre von der Milchstraße entfernt und hat einen Durchmesser von etwa 95.000 Lichtjahren.
Im selben Himmelsareal befinden sich u. a. die Galaxien NGC 1211 und IC 283.
Das Objekt wurde am 23. November 1883 von dem Astronomen Édouard Stephan entdeckt.